# ディスカバリー断崖
ディスカバリー断崖（ディスカバリーだんがい、英: Discovery Rupes）は、水星の断崖である。
長さ650km、落差2km、水星の核の冷却に伴い、衝上断層を形成した。
ラモーを横切る、名前はジェームズ・クックの船ディスカバリーに由来する。